# Dariusz Wolski
Dariusz Adam Wolski (Varsavia, 7 maggio 1956) è un direttore della fotografia polacco.

## Biografia
Studia alla Scuola nazionale di cinema, televisione e teatro Leon Schiller di Łódź, emigrando negli Stati Uniti nel 1979, all'età di 23 anni. Esordisce alla fotografia di un lungometraggio nel 1988, lavorando in seguito a film come Il corvo - The Crow, Allarme rosso, The Fan - Il mito, Delitto perfetto e Dark City. Tuttavia il suo nome è principalmente legato alla saga di Pirati dei Caraibi nei primi quattro capitoli (2003-2011).
Wolski proviene dal mondo dei video musicali, avendo curato la fotografia di numerosi videoclip tra la fine degli anni ottanta e l'inizio dei novanta per artisti come Paula Abdul, David Bowie, Elton John, Neil Young, Aerosmith e Sting. Dal 1996 è membro dell'American Society of Cinematographers (ASC).
Dal 2012 collabora frequentemente con Ridley Scott. Nel 2021 è stato candidato per la prima volta al premio Oscar per Notizie dal mondo.

## Filmografia

### Cinema
- Nightfall, regia di Paul Mayersberg (1988)
- Nella tana del serpente (Chains of Gold), regia di Rod Holcomb (1993)
- Triplo gioco (Romeo Is Bleeding), regia di Peter Medak (1993)
- Il corvo - The Crow (The Crow), regia di Alex Proyas (1994)
- Allarme rosso (Crimson Tide), regia di Tony Scott (1995)
- The Fan - Il mito (The Fan), regia di Tony Scott (1996)
- Delitto perfetto (A Perfect Murder), regia di Andrew Davis (1998)
- Dark City, regia di Alex Proyas (1998)
- The Mexican - Amore senza la sicura (The Mexican), regia di Gore Verbinski (2001)
- Bad Company - Protocollo Praga (Bad Company), regia di Joel Schumacher (2002)
- La maledizione della prima luna (Pirates of Caribbean: The Curse of the Black Pearl), regia di Gore Verbinski (2003)
- Nascosto nel buio (Hide and Seek), regia di John Polson (2005)
- Pirati dei Caraibi - La maledizione del forziere fantasma (Pirates of the Caribbean: Dead Man's Chest), regia di Gore Verbinski (2006)
- Pirati dei Caraibi - Ai confini del mondo (Pirates of the Caribbean: At World's End), regia di Gore Verbinski (2007)
- Sweeney Todd - Il diabolico barbiere di Fleet Street (Sweeney Todd: The Demon Barber of Fleet Street), regia di Tim Burton (2007)
- Eagle Eye, regia di D.J. Caruso (2008)
- Alice in Wonderland, regia di Tim Burton (2010)
- Pirati dei Caraibi - Oltre i confini del mare (Pirates of the Caribbean: On Stranger Tides), regia di Rob Marshall (2011)
- The Rum Diary - Cronache di una passione (The Rum Diary), regia di Bruce Robinson (2011)
- Prometheus, regia di Ridley Scott (2012)
- Loom, regia di Luke Scott – cortometraggio (2012)
- The Counselor - Il procuratore (The Counselor), regia di Ridley Scott (2013)
- Exodus - Dei e re (Exodus: Gods and Kings), regia di Ridley Scott (2014)
- The Walk, regia di Robert Zemeckis (2015)
- Sopravvissuto - The Martian (The Martian), regia di Ridley Scott (2015)
- Alien: Covenant, regia di Ridley Scott (2017)
- War Machine, regia di David Michôd (2017)
- Tutti i soldi del mondo (All the Money in the World), regia di Ridley Scott (2017)
- Soldado (Sicario: Day of the Soldado), regia di Stefano Sollima (2018)
- Notizie dal mondo (News of the World), regia di Paul Greengrass (2020)
- The Last Duel, regia di Ridley Scott (2021)
- House of Gucci, regia di Ridley Scott (2021)
- Napoleon, regia di Ridley Scott (2023)
- Fly Me to the Moon - Le due facce della Luna (Fly Me to the Moon), regia di Greg Berlanti (2024)
- Modì - Tre giorni sulle ali della follia (Modì, Three Days on the Wing of Madness), regia di Johnny Depp (2024)

### Televisione
- American Playhouse – serial TV, episodio 8x13 (1989)
- Raised by Wolves - Una nuova umanità (Raised by Wolves) – serie TV, episodi 1x01-1x02 (2020)

### Video musicali
- Luka – Suzanne Vega (1987)
- Be Still My Beating Heart – Sting (1987)
- This Lonely Heart – Loudness (1987)
- When It's Love – Van Halen (1988)
- If It Isn't Love – New Edition (1988)
- Look Out Any Window – Bruce Hornsby and the Range (1988)
- Gravity – Brenda Russell (1988)
- Holding On – Steve Winwood (1988)
- Eternal Flame – The Bangles (1988)
- Downtown Life – Hall & Oates (1988)
- American Dream – Crosby, Stills, Nash & Young (1989)
- End of the Line – Traveling Wilburys (1989)
- Darlin' I – Vanessa Williams (1989)
- Forever Your Girl – Paula Abdul (1989)
- Janie's Got a Gun – Aerosmith (1989)
- Roni – Bobby Brown (1989)
- 500 Miles – The Hooters (1989)
- Planet Texas – Kenny Rogers (1989)
- Yer So Bad – Tom Petty (1990)
- After You – The Pointer Sisters (1990)
- Does She Love That Man – Breathe (1990)
- Give It Up – ZZ Top (1991)
- Not If You Were the Last Junkie on Earth – The Dandy Warhols (1997)
- Stan – Eminem feat. Dido (2000)

## Riconoscimenti
- Premio Oscar
  - 2021 - Candidatura alla migliore fotografia per Notizie dal mondo
- BAFTA
  - 2021 - Candidatura alla migliore fotografia per Notizie dal mondo
- American Society of Cinematographers
  - 1996 - Candidatura alla migliore fotografia in un lungometraggio cinematografico per Allarme rosso
  - 2021 - Candidatura alla migliore fotografia in un lungometraggio cinematografico per Notizie dal mondo
- Critics' Choice Award
  - 2016 - Candidatura alla migliore fotografia per Sopravvissuto - The Martian
  - 2021 - Candidatura alla migliore fotografia per Notizie dal mondo
- MTV Video Music Awards
  - 1988 - Candidatura alla miglior fotografia in un video musicale per Luka di Suzanne Vega
  - 1990 - Candidatura alla miglior fotografia in un video musicale per Janie's Got a Gun di Aerosmith
  - 2001 - Candidatura alla miglior fotografia in un video musicale per Stan di Eminem
- Phoenix Film Critics Society Awards
  - 2015 - Candidatura alla migliore fotografia per Sopravvissuto - The Martian
- San Diego Film Critics Society Awards
  - 2015 - Candidatura alla migliore fotografia per Sopravvissuto - The Martian
  - 2021 - Candidatura alla migliore fotografia per Notizie dal mondo
- Satellite Award
  - 2016 - Candidatura alla migliore fotografia per Sopravvissuto - The Martian
  - 2021 - Candidatura alla migliore fotografia per Notizie dal mondo